# Landsberg am Lech járás
Landsberg am Lech járás egy járás Bajorországban. Landsberg am Lech járás Aichach-Friedberg, Augsburg, Ostallgäu, Weilheim-Schongau, Starnberg, Fürstenfeldbruck, Schongau, Kaufbeuren, Schwabmünchen, Friedberg, Landsberg am Lech, Landsberg am Lech és Weilheim járásokkal határos. Lakosainak száma 83 612 fő (1987. május 25.).

## Népesség
A járás népessége az elmúlt években az alábbi módon változott:
| Lakosok száma | 27 471 | 22 719 | 27 648 | 44 587 | 70 313 | 83 612 | 114 926 | 116 118 | 118 725 | 119 141 |
|               | 1871   | 1885   | 1925   | 1950   | 1970   | 1987   | 2013    | 2014    | 2016    | 2017    |